# DeVeren Bookwalter
 (avril 2021).
Si vous disposez d'ouvrages ou d'articles de référence ou si vous connaissez des sites web de qualité traitant du thème abordé ici, merci de compléter l'article en donnant les références utiles à sa vérifiabilité et en les liant à la section « Notes et références ».
DeVeren Bookwalter (8 septembre 1939 - 23 juillet 1987) était un acteur et réalisateur américain. Il est apparu principalement au théâtre, bien qu'il ait eu plusieurs rôles au cinéma. DeVeren a été la première personne à gagner trois Los Angeles Drama Critics Circle Awards pour sa production, sa direction et sa performance dans Cyrano de Bergerac au Globe Playhouse en 1975.

## Biographie

### Carrière
Bookwalter est apparu dans de nombreux rôles au Globe à Los Angeles, notamment comme Feste dans La Nuit des rois, Cyrano dans Cyrano de Bergerac, Hamlet et Richard III en 1976, ainsi que vidéo productions de Shakespeare Richard II et Othello. Il s'est produit au Old Globe Theatre (en) de San Diego au Festival national de Shakespeare de 1978, dans le rôle-titre dans Henri V et dans Le Songe d'une nuit d'été et Le Conte d'hiver. Ses apparitions au cinéma incluent Blow Job (1963) d'Andy Warhol, Le Survivant (1971), L'inspecteur ne renonce jamais (1976) comme Bobby Maxwell, et le téléfilm Evita Perón (1981) avec Faye Dunaway, ainsi que de nombreuses apparitions dans les soap operas Ryan's Hope et Another World[citation nécessaire].

### Mort
Bookwalter est décédé le 23 juillet 1987 d'un cancer de l'estomac, à l'âge de 47 ans.